# Sindre Bjørnestad Skar
Sindre Bjørnestad Skar (22 gennaio 1992) è un fondista norvegese.

## Biografia
In Coppa del Mondo ha esordito il 20 febbraio 2011 a Drammen (28°), ha ottenuto il primo podio il 7 marzo 2015 a Lahti (2°) e la prima vittoria il 14 gennaio 2017 a Dobbiaco. Ai Mondiali di Lahti 2017, suo esordio iridato, si è classificato 13° nella sprint; ai successivi Mondiali di Seefeld in Tirol 2019 è stato 7º nella sprint.

## Palmarès

### Mondiali juniores
- 6 medaglie:
  - 2 ori (10 km, staffetta a Otepää 2011)
  - 1 argento (sprint a Erzurum 2012)
  - 3 bronzi (10 km, inseguimento, staffetta a Erzurum 2012)

### Coppa del Mondo
- Miglior piazzamento in classifica generale: 11º nel 2019
- 13 podi (8 individuali, 5 a squadre):
  - 4 vittorie (2 individuali, 2 a squadre)
  - 4 secondi posti (2 individuali, 2 a squadre)
  - 5 terzi posti (4 individuali, 1 a squadre)

#### Coppa del Mondo - vittorie
| Data             | Località | Nazione  | Spec.                   |
| ---------------- | -------- | -------- | ----------------------- |
| 14 gennaio 2017  | Dobbiaco | Italia   | SP TL                   |
| 12 gennaio 2019  | Dresda   | Germania | SP TL                   |
| 13 gennaio 2019  | Dresda   | Germania | TS TL (con Erik Valnes) |
| 22 dicembre 2019 | Planica  | Slovenia | TS TL (con Erik Valnes) |

Legenda:

SP = sprint

TS = sprint a squadre

TL = tecnica libera

#### Coppa del Mondo - competizioni intermedie
- 4 podi:
  - 2 secondi posti
  - 2 terzi posti